# Фесенко, Павел Григорьевич
Павел Григорьевич Фесенко (4 марта 1892 — ?) — советский военачальник, участник Великой Отечественной войны, начальник 4-й военной школы авиационных техников (1933–1938), комбриг (1935), полковник.

## Биография
Родился 4 марта 1892 года, д. Сокаренцы Прилукского уезда Полтавская губерния.
В 1912 окончил первый курс университета, в 1915 – 3-ю Московскую школу прапорщиков.
В РККА с 25.04.1918.
Участник гражданской войны с 1918 по 1922.  Командир 3-й бригады 2-й Донской дивизии. Проявил себя в разгроме десанта Назарова. 

Для ликвидации десанта Назарова красное командование создало войсковую группу, состоявшую из 3-й бригады 9-й стрелковой дивизии и 3-й бригады 2-й Донской дивизии. Белогвардейский отряд уже месяц «гулял» по тылам Красной Армии, и личная ответственность за его разгром была возложена на командующего СКВО Г.Д.Базилевича.
Третья бригада красных преградила путь отряду на Новочеркасск, но назаровцы не стали брать бывшую станицу Донского казачества, а прошли мимо. Тогда комбриг П.Г.Фесенко дал приказ преследовать отряд Назарова, и 22 июля у х. Журавско-Никольского 18-й Самарский полк этой бригады вошел в боевое столкновение с белыми. После небольшого боя назаровцы отступили, но на следующий день бригада Фесенко П. Г. настигла их в станице Нижнекундрюченской.— 
. За эти бои в 1921 году награждён орденом Красного Знамени (РСФСР) и Почётным революционным оружием (приказ РВСР № 256).
С ноября 1924 – помощник командира стрелкового полка. Окончил высшую тактическую школу «Выстрел»
в ноябре 1926 года окончил, оперативный факультет Военной академии им. Фрунзе в 1930.
В 1931 – командир полка. В августе 1932 – слушатель Ленинградских авиационно-технических курсов усовершенствования ВВС Красной армии, в октябре того же года – инспектор 3-й авиабригады особого назначения  в городе Детское Село.
С 8 августа 1933 – начальник 4-й военной школы авиационных техников.
В 1935 присвоено звание комбрига (приказ НКО СССР по личному составу № 2494 от 26.11.1935). В период его руководства учебным заведением было налажено планирование учебного процесса, улучшилось снабжение. Ремонтировались и постепенно вводились в строй корпуса. Были построены плавательный бассейн и парашютная вышка, оборудованы мастерские.
В 1938 исключен из рядов ВКП(б) «за сокрытие социального происхождения» и арестован 30 июля 1938 года. Под следствием находился почти два года.
Позднее, 19 апреля 1940, был освобожден.
В июне 1940 назначен помощником командира авиационного полка по материально-техническому обеспечению .
C января 1941 – начальник тыла авиакорпуса.
С сентября 1941 – помощник начальника 1-й Сталинградской военной авиационной школы пилотов по МТО.
С августа 1942 – преподаватель кафедры авиатыла Военно-воздушной академии командного и штурманского состава ВВС Красной Армии (Военной академии КШС). В феврале 1943 присвоено звание полковника,
С декабря 1943 года – заместитель начальника кафедры авиатыла Военно-воздушной академии командного и штурманского состава ВВС Красной Армии (Военной академии КШС).
27 декабря 1948 уволен в отставку по возрасту с правом ношения формы.

## Награды
- Орден Ленина (21.02.1945)[8][9][10]
- Орден Красного Знамени(РСФСР) (1921)[11]. Комбриг 3 — 2 стр. дивизии: Прик.РВСР № 256: 1921 г[12].
- Орден Красного Знамени 3.11.1944[13]
- Орден Отечественной войны II степени 8.8.1945[14]
- Орден Красного Знамени(26.6.1948)[15][16]
- Орден Красной Звезды(22.2.1941)[9],
- Медаль «За победу над Германией в Великой Отечественной войне 1941—1945 гг.» (9 мая 1945)[17]
- Юбилейная медаль «Двадцать лет Победы в Великой Отечественной войне 1941—1945 гг.» (7 мая 1965[18])
- Юбилейная медаль «Тридцать лет Победы в Великой Отечественной войне 1941—1945 гг.»[19]
- Медаль «Ветеран Вооружённых Сил СССР»
- Медаль «XX лет РККА»
- Медаль «30 лет Советской Армии и Флота»[20]
- Юбилейная медаль «40 лет Вооружённых Сил СССР»[21]
- Юбилейная медаль «50 лет Вооружённых Сил СССР» (26 декабря 1967[22])

## Память
- На могиле установлен надгробный памятник.
- Его имя увековечено в Главном Храме Вооружённых сил России, и навсегда запечатлено на мемориале «Дорога памяти»